# Karla Homolka
Karla Leanne Homolka (sinh ngày 4 tháng 5 năm 1970), còn có tên khác là Leanna Teale, là một sát nhân hàng loạt và kẻ hiếp dâm người Canada. Cô đã cùng với người chồng đầu tiên, Paul Bernardo, hãm hiếp và sát hại ít nhất ba trẻ vị thành niên trong khoảng từ năm 1990 đến 1992. Homolka đã thu hút sự chú ý của truyền thông trên toàn thế giới khi cô bị kết tội ngộ sát sau một cuộc thỏa thuận điều đình. Cô chỉ phải nhận án phạt tù 12 năm trong vụ hãm hiếp-giết hại hai cô gái vị thành niên bang Ontario, Leslie Mahaffy và Kristen French; cũng như trong vụ việc tương tự mà nạn nhân là chính em gái ruột Tammy. Homolka và Bernardo bị bắt giữ vào 1993. Bernardo bị kết tội trong vụ án Mahaffy-French và phải chịu mức án chung thân cùng chỉ định cho phạm nhân nguy hiểm - mức án hợp pháp nặng nhất ở Canada.
Homolka tuyên bố với các điều tra viên rằng Bernardo đã bạo hành cô và cô chỉ trở thành đồng lõa một cách bất đắc dĩ. Kết quả là, cô đã thỏa thuận với các công tố viên để được giảm án tù giam, đổi lại, cô thừa nhận cáo buộc của mình về tội ngộ sát. Homolka chỉ đạt 5/40 trong Danh sách kiếm tra chứng thái nhân cách, trái ngược so với Bernardo, người đã đạt tới 35/40 điểm trong bài kiểm tra đó. Tuy nhiên, các đoạn băng của các vụ án đã được công khai sau cuộc thỏa thuận điều đình, và chúng chứng tỏ rằng Homolka đã là một đồng phạm tích cực hơn so với lời thú tội của cô. Bởi vậy, cuộc đàm phán của cô với các công tố viên được giới truyền thông Canada gọi là "Cuộc giao kèo với quỷ dữ". Sự phẫn nộ của công chúng đối với cuộc giao kèo này vẫn tiếp tục cho đến khi cô được ra tù vào năm 2005.
Sau khi được tự do, Homolka định cư tại tỉnh Quebec (Canada) và lấy người chồng thứ hai là Thierry Bordelais, anh trai của luật sư của cô là Sylvia Bordelais. Cô sống một thời gian ngắn tại Antilles và Guadaloupe, nhưng vào năm 2014 cô quay trở lại Quebec.

## Nạn nhân

### Tammy Homolka
Vào mùa hè 1990, theo lời Homolka, Bernardo bị thu hút bởi em gái của cô là Tammy Homolka. Homolka đã dựng lên một kế hoạch để chồng mình bỏ thuốc Tammy, sau khi cô nhìn thấy một cơ hội để "giảm thiểu rủi ro, kiểm soát nó, và giữ kín tất cả trong phạm vi gia đình". Vào tháng 7, "theo lời khai của Bernardo, anh ta và Karla đã cho Tammy ăn một đĩa spaghetti có chứa Valium được ăn cắp từ nơi làm việc của Karla. Bernardo hiếp dâm Tammy trong khoảng vài phút trước khi cô bắt đầu tỉnh dậy."
Homolka sau đó đã lấy trộm chất gây mê halothane ở Phòng Thú y St. Catherines, nơi cô làm việc. Vào ngày 23/12/1990, sau một bữa tiệc Giáng Sinh của gia đình, Bernardo và Homolka chuốc thuốc an thần động vật cho Tammy, sau đó cả hai hãm hiếp Tammy khi cô bất tỉnh và gây nên một vết bỏng hóa học trên mặt cô. Sau đó, cô đã bị sặc chất nôn của chính mình và chết. Trước khi gọi 911, họ giấu đi các chứng cứ, thay quần áo cho Tammy và đưa cô xuống phòng ngủ dưới tầng hầm. Vài tiếng đồng hồ sau đó, Bệnh viện Đa khoa St. Catherine kết luận rằng Tammy đã chết trong thể trạng thiếu tỉnh táo. Bernardo khai với cảnh sát rằng anh ta đã cố làm cho cô tỉnh lại nhưng thất bại, và cái chết của Tammy được coi là một tai nạn không đáng có.

### "Jane Doe"
Vào ngày 7/6/1991, Homolka mời một cô gái 15 tuổi mà mình đã làm thân ở một cửa hàng thú cưng hai năm trước, được gọi là "Jane Doe" trong vụ án, để cùng tham gia một "buổi tiệc đêm của những cô gái". Sau khi dành cả buổi chiều để cùng nhau mua sắm và ăn uống, Homolka cho "Jane Doe" uống đồ uống có cồn được tẩm Halcion. Khi cô gái bất tỉnh, Homolka gọi cho Bernardo để nói rằng cô đã chuẩn bị xong món quà cưới bất ngờ của anh ta. Bernardo quay phim cảnh Homolka cưỡng hiếp cô gái trước khi chính anh ta cũng làm chuyện tương tự. Sáng hôm sau, "Jane Doe" cảm thấy buồn nôn, nhưng cô nghĩ rằng việc này là kết quả của lần đầu tiên uống đồ uống có cồn, và không nhận ra bản thân đã bị xâm hại tình dục.
Vào tháng 8, "Jane Doe" được mời đến nhà của đôi vợ chồng tại Port Dalhousie để "ở lại qua đêm" và lại bị đánh thuốc một lần nữa. Homolka gọi 911 để xin trợ giúp sau khi cô gái ngừng thở trong lúc bị cưỡng hiếp. Vài phút sau, Homolka gọi lại để nói rằng "mọi chuyện đã ổn" và xe cứu thương đã được thu hồi mà không có vấn đề gì tiếp diễn. "Jane Doe" đã sống sót.

### Leslie Mahaffy
Vào sáng sớm ngày 16/6/1991, Bernardo đi vòng quanh Burlington (ở giữa Toronto và St. Catharines) để ăn cắp biển số xe và gặp Leslie Mahaffy. Cô gái 14 tuổi này đã lỡ giờ giới nghiêm của mình sau khi tham dự lễ thức canh người chết của một người bạn và không thể vào được nhà. Bernardo rời khỏi xe và tiếp cận Mahaffy, nói rằng anh ta muốn đột nhập vào một nhà hàng xóm. Không chút bối rối, cô hỏi xin anh một điếu thuốc lá. Sau khi Bernardo dẫn cô đến xe của mình, anh ta bịt mắt cô, ép cô lên xe rồi lái về Port Dalhousie và thông báo cho Homolka rằng họ đã có một nạn nhân mới.
Bernardo và Homolka quay phim lại cảnh họ tra tấn và hãm hiếp Mahaffy trong khi nghe nhạc của Bob Marley và David Bowie. Tại một thời điểm, Bernardo đã nói rằng: "Cô đang làm tốt lắm, Leslie, chết tiệt", và thêm rằng, "Hai tiếng tiếp theo sẽ quyết định xem tôi làm gì với cô. Hiện tại thì, cô đang ghi điểm hoàn hảo đấy." Trong một đoạn băng khác được bật trong phiên tòa của Bernardo, sự bạo hành đã leo thang. Mahaffy khóc trong đau đớn, và cầu xin Bernardo dừng lại. Trong bản mô tả của Hoàng quyền, anh ta đã xâm hại vào đường hậu môn của cô trong khi tay cô bé đang bị trói bằng dây.
Mahaffy sau đó nói với Bernardo rằng bịt mắt của cô có vẻ như đang bị tuột, và điều đó báo hiệu khả năng rằng cô bé có thể nhận diện những kẻ tấn công nếu còn sống. Ngày hôm sau, Bernardo khẳng định rằng Homolka đã cho cô bé uống quá liều Halcion, còn Homolka lại cho rằng Bernardo đã siết cổ cô bé đến chết. Họ đem xác của Mahaffy xuống tầng hầm, và ngày hôm sau gia đình Homolka đã ăn tối trong ngôi nhà đó. Sau khi bố mẹ Homolka cùng cô con gái còn lại là Lori rời đi, Bernardo và Homolka quyết định rằng cách tốt nhất để xử lý những bằng chứng này là phân xác Mahaffy ra và bỏ các phần cơ thể vào xi măng. Bernardo mua một tá bao xi măng ở một cửa hàng ngũ kim vào ngày hôm sau và giữ lại hóa đơn; điều này đã gây bất lợi rất nhiều trong phiên tòa của anh ta. Bernardo đã dùng chiếc cưa vòng của ông mình để phân xác của Mahaffy. Bernardo và Homolka đã thực hiện một số chuyến đi để bỏ các khối xi măng vào hồ Gibson, cách Port Dalhousie 18 km (11 dặm) về hướng nam. Ít nhất một trong các khối bê tông đó nặng khoảng 90 kg (200 pounds) và không thể chìm được. Nó nằm ở gần bờ và được Michael Doucette, cùng con trai mình là Michael Jr., tìm thấy trong khi đang đi câu cá vào ngày 29/6/1991. Niềng răng của Mahaffy đã đóng một vai trò rất quan trọng trong việc xác định danh tính của cô.
Homolka được ra tù vào ngày 4/7/2005. Nhiều ngày trước đó, Bernardo bị cảnh sát và luật sư của mình là Tony Bryant chất vấn. Theo lời Bryant, Bernardo nói rằng anh ta đã luôn dự định thả cô gái đó. Tuy nhiên, khi bịt mắt của Mahaffy bị rơi ra (cho phép cô bé nhìn thấy mặt anh ta), Homolka lo rằng Mahaffy sẽ nhận dạng Bernardo và báo với cảnh sát. Bernardo khẳng định rằng Homolka đã lên kế hoạch để sát hại Mahaffy bằng cách bơm bọt khí vào dòng máu của cô bé, khiến cho cô bị nghẽn mạch không khí.

### Kristen French
Vào khoảng thời gian tan học ngày 16/4/1992 (Thứ Năm Maundy), Bernardo và Homolka lái xe qua St. Catherine để tìm những người có tiềm năng làm nạn nhân. Tuy các học sinh vẫn đang về nhà, trên đường lại khá vắng vẻ. Khi đi qua trường Trung học Holy Cross, một trường Công giáo ở cuối phía Bắc của thành phố, họ nhìn thấy Kristen French 15 tuổi đang nhanh chóng đi bộ về ngôi nhà của mình ở gần đó. Họ tấp vào một bãi đỗ ở gần nhà thờ Grace Lutheran và Homolka ra khỏi xe, cầm bản đồ trong tay, giả vờ như mình đang cần giúp đỡ. Trong khi French đang nhìn bản đồ, Bernardo tấn công cô từ đằng sau, cầm một con dao và ép cô vào ghế trước của ô tô. Ở ghế sau, Homolka cố gắng khuất phục French bằng cách kéo tóc cô.
French hàng ngày luôn đi cùng một con đường, mất khoảng 15 phút để cô về tới nhà và chăm sóc chú chó của mình. Sau một khoảng thời gian ngắn khi cô bé không trở về nhà đúng giờ, bố mẹ cô ngay lập tức trở nên lo rằng cô đã dính vào những việc trái pháp luật và báo cho cảnh sát. Chỉ trong vòng 24 giờ, Sở cảnh sát Niagara đã thành lập một đội để thu thập thông tin ở tuyến đường của French, và họ gặp được vài nhân chứng đã nhìn thấy cuộc bắt cóc ở nhiều vị trí khác nhau (giúp cảnh sát hình dung rõ ràng khung cảnh vụ việc). Một chiếc giày của cô được tìm thấy trong bãi đỗ xe, nhấn mạnh mức độ nghiêm trọng của cuộc bắt cóc này.
Vào những ngày cuối tuần của lễ Phục sinh, Bernardo và Homolka quay phim lại cảnh họ tra tấn, hiếp dâm, ép French uống một lượng lớn đồ uống chứa cồn và vâng lời Bernardo. Trong phiên tòa, công tố viên của Hoàng quyền nói rằng Bernardo đã luôn có ý định giết cô bé vì cô không bao giờ bị bịt mắt và hoàn toàn có thể nhận diện được những kẻ bắt cóc. Ngày hôm sau, Bernardo và Homolka sát hại French trước khi đến gặp gia đình của Homolka để tham dự bữa tối Phục sinh. Homolka làm chứng trước tòa rằng Bernardo siết cổ French trong 7 phút còn cô đứng nhìn. Bernardo lại nói rằng Homolka đã dùng một cái vồ cao su để đánh French vì cô cố trốn thoát khỏi căn nhà, rồi thắt cổ cô bằng một cái thòng lọng được nối vào chiếc rương hy vọng; sau đó Homolka sửa tóc của cô bé.
Cái xác lõa thể của French được tìm thấy vào ngày 30/4/1992 ở một con hào tại Burlington, cách St. Catherine khoảng 45 phút lái xe và cách nghĩa trang nơi chôn cất Mahaffy một đoạn ngắn. Cô đã được tắm rửa sạch sẽ, và tóc cô đã bị cắt trụi mất. Tuy người ta cho rằng tóc của cô bị cắt đi để giữ lại như một chiến tích, Homolka khai rằng họ làm vậy để cản trở việc xác định danh tính.

## Hậu quả

### Lệnh cấm công bố
Viện chứng sự cần thiết để bảo vệ quyền lợi của Bernardo cho một cuộc tố tụng công bằng, một lệnh cấm công bố đã được áp dụng vào cuộc điều tra sơ bộ của Homolka.
Hoàng quyền đã đề xuất áp đặt lệnh cấm vào 5/3/1993 do ông Justice Francis Kovacx của Tòa án Ontario. Thông qua luật sư của mình, Homolka đã ủng hộ lệnh cấm này; nhưng luật sư của Bernardo cho rằng thân chủ của mình sẽ gặp phải những định kiến của dư luận, bởi trước đó Homolka đã được xây dựng hình tượng là một nạn nhân của Bernardo. Bốn hãng truyền thông và một tác giả khác cũng phản đối đề xuất này. Một vài luật sư đã tranh cãi rằng, các tin đồn còn có thể gây nguy hại tới phiên tòa tương lai hơn là việc cho phép công bố các bằng chứng trong vụ án.
Tuy nhiên, khả năng truy cập công khai trên Internet cũng như địa điểm gần với biên giới Canada-Hoa Kỳ đã vô hiệu hóa yêu cầu của tòa án, bởi lệnh cấm trên của Tòa án Ontario không thể được áp dụng ở New York, Michigan hay bất cứ nơi nào ngoài Ontario. Các ký giả người Mỹ đã trích dẫn Đạo luật Bổ túc Thứ Nhất trong các bài viết của mình và công bố lời khai của Homolka một cách chi tiết; sau đó chúng được chia sẻ rộng rãi trên Internet, chủ yếu là ở nhóm Usenet alt.fan.karla-homolka. Các thông tin và tin đồn lan ra khắp nơi trên vô số các mạng điện tử, và bất kì người Canada nào cũng có thể truy cập chúng với chiếc máy tính và modem của mình. Không chỉ vậy, có những tin đồn còn vượt ra khỏi những chi tiết đã biết của vụ án.
Những đầu báo ở Buffalo, Detroit, Washington, New York và cả ở Anh Quốc, cùng với đài radio tại biên giới và các đài truyền hình, đã tường thuật lại những chi tiết được lấy từ nhiều nguồn khác nhau trong phiên tòa của Homolka. Series truyền hình A Current Affair đã lên sóng hai chương trình về tội ác này. Những người Canada đã in lậu các bản copy của báo The Buffalo Evening News tại khu vực biên giới, khiến cho cảnh sát Niagara phải bắt tất cả những người có trong tay nhiều hơn 1 bản copy, sau đó chúng bị tịch thu. Những bản sao chép của các đầu báo khác, trong đó có The New York Times, sẽ bị từ chối thông qua biên giới hoặc không được các nhà phân phối tại Ontario chấp nhận. Gordon Domm, một viên cảnh sát nghỉ hưu đã thách thức lệnh cấm công bố này bằng cách lan truyền những thông tin từ truyền thông nước ngoài, đã bị buộc tội và kết án vì tội danh làm trái lệnh tòa án hợp pháp.

### Tranh cãi về cuộc thỏa thuận điều đình
Jamie Cameron, Giáo sư Luật của trường Đại học Luật Osgoode, nhận định rằng "trong khoảng thời gian diễn ra phiên tòa của Homolka, ba tính chất trong vụ án trên đã dấy lên mối lo ngại của công chúng. Vai trò tương ứng của Homolka và Bernardo trong sự việc không được biết đến rõ ràng. Vào mùa xuân 1993, sự phụ thuộc vào bằng chứng của Homolka trong việc Hoàng quyền mở một cuộc tố tụng chống lại Bernardo đã trở nên quá rõ ràng. Nói đơn giản thì, để việc buộc tội anh ta có thể trở nên chắc chắn nhất, câu chuyện của cô ta phải được mọi người tin tưởng. Tuy nhiên, chưa có chứng cứ nào rõ ràng cho việc cô có được tha bổng không; bởi bằng cách tự miêu tả bản thân trở thành một nạn nhân của những hành vi kiểm soát của anh ta, trách nhiệm của cô đối với việc gây ra tội ác có thể được giảm nhẹ và sự đáng tin cậy của cô trong vai trò của một nhân chứng được bảo tồn."

## Tố tụng

### Cáo buộc
Vào ngày 18/5/1993, Homolka bị quy vào hai tội ngộ sát, còn Bernardo bị quy vào hai tội danh mỗi loại bao gồm bắt cóc, giam giữ bất hợp pháp, tấn công tình dục mức độ nghiêm trọng và giết người cấp độ một cũng như một tội danh phân xác. Tình cờ, vào cùng ngày đó, luật sư ban đầu của Bernardo là Ken Murray đã xem được đoạn băng video chứa hành vi hiếp dâm. Murray đã quyết định giữ lại đoạn băng và sử dụng chúng để chống lại Homolka trong phiên tòa của Bernardo. Không ai trong số cả hai luật sư Murray và Carolyn MacDonald - người còn lại trong đội bào chữa - có nhiều kinh nghiệm với luật hình sự, và dần dần, tình thế đạo đức tiến thoái lưỡng nan của họ tự chứng minh rằng bản thân nó đã trở thành một vấn đề tội phạm tiềm ẩn, bởi họ đang giữ bằng chứng của vụ án. Vào tháng 10 năm 1993, Murray và những đối tác luật của mình đã nghiêm cứu hơn 4,000 tài liệu của Hoàng quyền. Murray sau đó đã nói rằng, ông hoàn toàn sẵn sàng để đưa đoạn băng đó cho Hoàng quyền nếu ông được phép chất vấn Homolka trong phiên điều trần sắp tới. Tuy nhiên, phiên điều trần đó đã không bao giờ được tổ chức.

### Điều trần
Homolka bị đem ra xét xử vào ngày 28/6/1993. Luật cấm công bố mà tòa án đưa ra đã giới hạn lượng chi tiết và thông tin được tiết lộ cho công chúng - số đông những người bị cấm tham gia cuộc tố tụng trên.

### Bằng chứng
Murray nói rằng các đoạn băng cho thấy Homolka đã tấn công tình dục bốn nạn nhân nữ, quan hệ tình dục với một gái mại dâm ở thành phố Atlantic, và đánh thuốc một nạn nhân đang bất tỉnh vào một thời điểm khác. Tháng Hai năm 1994, Homolka ly dị với Bernardo.
Vào mùa hè 1994, Murray bắt đầu cảm thấy quan ngại về những vấn đề đạo đức nghiêm trọng đang bắt đầu nảy sinh liên quan đến đoạn băng và việc ông tiếp tục đại diện cho Bernardo. Ông hỏi ý kiến chính luật sư của mình, Austin Cooper, người mà sau đó đã xin lời khuyên của Ủy ban Chuyên môn Hiệp hội luật vùng Thượng Canada.
"Hiệp hội đã chỉ đạo Murray bằng văn bản để niêm phong các cuộn băng trong một gói hàng và giao chúng cho thẩm phán chủ trì phiên tòa của Bernardo. Hơn nữa, Hiệp hội cũng đề nghị ông từ bỏ vị trí cố vấn của Bernardo và nói với Bernardo về những gì ông đã được yêu cầu thực hiện." Murray tuyên bố thông qua Cooper vào tháng Chín năm 1995.
Vào ngày 12/9/1994, Cooper tham dự phiên tòa của Bernardo và khuyên thẩm phán Patrick LeSage thuộc Bộ phận chung của Tòa án Ontario, luật sư John Rosen - người đã thay thế Murray để làm luật sư bào chữa của Bernardo, và các công tố viên về những gì Hiệp hội đã chỉ đạo Murray phải làm. Rosen không đồng ý và tranh cãi rằng những đoạn băng đó lẽ ra phải được đưa cho bên bào chữa trước. Murray đã đưa lại đoạn băng đó, cùng với một đoạn tóm tắt chi tiết nội dung, cho Rosen, người đã "giữ đoạn băng trong khoảng hai tuần và sau đó quyết định giao chúng lại cho các công tố viên."
Sự thật rằng một bằng chứng quan trọng như vậy đã bị giữ khỏi cảnh sát trong một thời gian dài đã kích động dư luận, nhất là khi họ nhận ra rằng Homolka đã là đồng lõa của Bernardo một cách tự nguyện. Đoạn băng không được công khai cho khán giả, chỉ phần âm thanh là khả dụng. Hơn nữa, Bernardo luôn khẳng định rằng, trong khi anh đã tra tấn và hãm hiếp Leslie Mahaffy và Kristen French, Homolka mới là người đã giết họ.
Sau khi đoạn băng được tìm thấy, có nhiều tin đồn cho rằng Homolka đã đóng góp tích cực trong tội ác này. Công chúng càng trở nên tức giận hơn khi toàn bộ vai trò của Homolka trong sự việc đã bị phơi bày và thỏa thuận nhận tội của cô bây giờ có vẻ như không còn cần thiết nữa. Tuy nhiên, theo như điều khoản trong cuộc thỏa thuận, Homolka đã tiết lộ đầy đủ thông tin của vụ án cho cảnh sát, vậy nên Hoàng quyền không có lý do gì để phá vỡ thỏa thuận và điều tra lại vụ án này.

## Kháng cáo và điều tra
Homolka đã nhận được đề nghị về thỏa thuận nhận tội trước khi nội dung của đoạn băng được xem xét. Anne McGillivray, Phó Giáo sư Luật của Đại học Manitoba, đã giải thích sự phản đối công khai của dư luận đối với Homolka: có một tin đồn được lan truyền phổ biến rằng cô đã biết những đoạn băng đó được giấu ở đâu, cô đã cố tình che giấu vụ việc của Jane Doe, và quan trọng nhất, tuyên bố của cô về việc cô đã là nạn nhân của Bernardo - nội dung chính của cuộc thỏa thuận - rất đáng ngờ.
"Các bài báo in và trên mạng đã vẽ ra hình tượng của một cặp đôi quỷ dữ, những người theo chủ nghĩa ma cà rồng, cặp đôi giết người hoàn hảo Barbie và Ken [trích], ‘sát nhân Karla’ đầy quyến rũ, bộ truyện tranh ‘Mạng nhện của Karla’ miêu tả lại sự thú nhận đầy điên cuồng [trích] của Karla. Trung tâm của mọi ánh nhìn, luôn là Homolka (thêm chữ in nghiêng).... Tên [Bernardo] đó sẽ bị tống giam cho đến hết phần đời của mình - một kết luận có vẻ như đã quá rõ ràng. Homolka, theo như quan điểm của đa số mọi người, lẽ ra phải có vị trí của mình bên cạnh anh ta trong nhà tù… Homolka hứa sẽ tiết lộ đầy đủ sự việc và làm chứng chống lại Bernardo để được giảm nhẹ tội danh… và được khuyến nghị kết án chung. Bằng cách làm vậy, cô ta tránh khỏi việc trở thành trung tâm của sự đổ tội cho cái chết của các nạn nhân."
Tuy nội dung của đoạn băng lẽ ra sẽ có thể trở thành bằng chứng kết án Homolka về tội giết người, một cuộc điều tra về hành vi của các công tố viên - những người đã thực hiện cuộc thương lượng - đã được mở ra. Kết quả báo cáo cho rằng những hành vi này "rất chuyên nghiệp và có trách nhiệm" và "cuộc thỏa thuận giải quyết" mà những công tố viên này đã xây dựng với Homolka là "không thể bàn cãi" theo bộ luật Hình sự. Thẩm phán Patrick T. Galligan, trong bản báo cáo về sự việc được gửi tới Bộ trưởng Bộ Tư pháp, đã trình bày quan điểm của mình rằng "Hoàng quyền không còn cách nào khác ngoài… [đàm phán với kẻ đồng phạm]... trong trường hợp này" bởi "thà đối phó với kẻ đồng lõa bằng thái độ ‘ít ác độc hơn’ còn hơn là bị kẹt trong một tình huống mà một tên tội phạm bạo lực và nguy hiểm không thể bị truy tố."
Vào tháng 12/2001, chính quyền Canada quyết định rằng các đoạn băng không còn giá trị sử dụng trong tương lai nữa. 6 đoạn băng này sau đó đã bị tiêu hủy. Đoạn băng về việc Homolka xem và bình luận về những video bằng chứng của mình đã được niêm phong.

## Giam giữ
Sau lời khai chống lại Bernardo vào năm 1995, khi Homolka trở lại nhà tù dành cho phụ nữ tại Kingston, mẹ cô là Dorothy Homolka bắt đầu phải chịu đựng những cơn suy sụp tinh thần hàng năm vào giữa hai ngày Lễ Tạ ơn và Giáng Sinh. Những cơn suy sụp này nghiêm trọng đến mức bà phải nhập viện, đôi khi sẽ kéo dài đến vài tháng mỗi lần. Trong khi đó, ở Kingston, Homolka bắt đầu tham gia các khóa học về xã hội học ở Đại học Queen gần đó, việc mà đã gây ra một cơn bão truyền thông vào thời gian đầu. Homolka được yêu cầu phải trả toàn bộ chi phí cũng như những nhu cầu cá nhân của cô bằng thu nhập cá nhân mỗi tháng hai lần (rơi vào khoảng C$69); mặc dù cô nói với tác giả Stephen Williams trong một lá thư sau đó: "Tôi có nhận được một vài sự trợ giúp về tài chính". Homolka sau đó tốt nghiệp với Bằng Cử nhân Tâm lý học của trường đại học trên. Tin tức về những nỗ lực trong việc học hành của cô bị giới truyền thông khinh miệt: "Chẳng có gì thay đổi cả. Các khái niệm về sự hối hận, ăn năn, xấu hổ, chịu trách nhiệm hay mong muốn chuộc tội không hề tồn tại trong thế giới của Karla. Có lẽ cô ta chỉ đơn giản là thiếu đi gene đạo đức thông thường," viết bởi nhà bình luận của báo Globe, Margaret Wente.
Homolka được chuyển từ Kingston tới Viện Joliette (một nhà tù có mức an ninh trung bình tại Joliette, Quebec, cách 80 km về phía Đông Bắc của Montreal), một cơ sở bị những người chỉ trích mỉa mai là "Club Fed".
Vào năm 1999, phóng viên báo Toronto Star Michelle Shephard có được bản sao của đơn xin chuyển đến Maison Thérèse-Casgrain được điều hành bởi Đoàn thể Elizabeth Fry, sau đó bà đã công bố câu chuyện trên và nhấn mạnh khoảng cách gần giữa nhà trung chuyển này với những trường học địa phương, chỉ vài tiếng trước khi tòa án Canada ban hành lệnh cấm công bố thông tin. Sau khi yêu cầu được chuyển đến một nhà trung chuyển ở Montreal bị từ chối, Homolka đã đệ đơn kiện chính quyền.
Ở Joliette, Homolka có một mối quan hệ tình dục với Lynda Véronneau, một người chuyển giới nam đang thụ án tù vì tội cướp có vũ trang và đã tái phạm để được chuyển về nhà tù Joliette để ở chung với Homolka, theo như báo Montreal Gazette. Những lá thư cô gửi cho Véronneau, theo như lời của Christie Blatchford viết trong báo The Globe and Mail, chúng "bằng tiếng Pháp và là loại giấy trang trí hình cún con của lũ trẻ con mà cô đã dùng để viết thư cho chồng cũ của mình… nó giống như mấy bức thư tình cô đã gửi cho anh ta thời con gái". Cách diễn đạt của cô ta, Blatchford nhấn mạnh, "như một đứa trẻ vị thành niên vậy".
Homolka đã khuyến khích anh ta hoàn thành việc học của mình, Véronneau nói. Là một người chuyển giới nam đã lên kế hoạch để phẫu thuật chuyển giới, anh ta nói rằng Homolka thích bị trói lại và điều đó làm anh ta không thoải mái. Anh ta cho rằng, một trong số những "trò chơi" của họ mô phỏng lại việc hiếp dâm, theo như tờ Post đưa tin. Bài viết này, cùng với nhiều bài tương tự, đã kích động đám đông khi ngày Homolka được trả tự do đến gần.
Trong khi được kiểm tra vào năm 2000, Homolka nói với bác sĩ tâm lý Robert Menzies rằng cô không coi đây là một mối quan hệ đồng tính, bởi Véronneau "coi bản thân [trích] là nam và đã lên kế hoạch để phẫu thuật chuyển giới khi thích hợp", Robert ghi lại. Trong khi đó, bác sĩ tâm lý Louis Morisette ghi chú trong bản báo cáo của mình rằng Homolka cảm thấy rất xấu hổ vì mối quan hệ này, cô đã giấu nó với cha mẹ và cả những chuyên gia kiểm tra mình. Louis đề cập trong bản báo cáo rằng, xét trong hoàn cảnh đó, mối quan hệ này không hề bất bình thường.
Vào năm 2001, Homolka được chuyển sang Viện Ste-Anne-des-Plaines, một nhà tù an ninh mức tối đa ở Quebec. Tờ The Toronto Sun cho biết, trong khoảng thời gian ở đó, Homolka đã bắt đầu một mối quan hệ tình dục với Jean-Paul Gerbet, một tội phạm bị kết án giết người đang bị giam giữ trong khu nam giới của cơ sở.
Theo như bạn tù trước đây và bạn tâm giao của Homolka là Chantel Meuneer, tờ Sun đưa tin, Homolka và người tù nhân kia sẽ cởi bỏ quần áo khi gặp nhau qua hàng rào, chạm vào người nhau một cách dâm dục và trao đổi đồ lót. Cũng trong thời gian đó, Meuneer nói với tờ Sun rằng, Homolka vẫn đang ở trong một mối quan hệ với Lynda Véronneau. người đã chi $3.000 cho cô để mua sắm ở Victoria’s Secret. Vào ngày 6/12/2001, chỉ một tuần trước khi Homolka bỏ Véronneau, Meuneer đã hỏi Homolka tại sao cô vẫn tiếp tục mối quan hệ với Gerbert trong khi đang yêu Véronneau. Meuneer gợi lại rằng Homolka đã nói, "Tôi vẫn chưa bỏ anh ta vì tôi muốn quần áo và cả máy tính của mình nữa."
Trong một lá thư xin lỗi gia đình được viết vào năm 2008, cô tiếp tục đổ lỗi cho Bernardo về sai lầm của mình: "Anh ta muốn con lấy trộm thuốc ngủ ở nơi làm việc…. hắn đã đe dọa con và sẽ bạo hành con cả về mặt thể xác và tinh thần nếu như con dám từ chối… con đã cố để cứu cô gái đó." Tim Dawson, luật sư của các gia đình nạn nhân, cho biết rằng cô chưa bao giờ xin lỗi họ.
Trong cuộc họp báo về việc thả Homolka (theo điều 810.2 của Luật Hình sự), Morisette nói rằng người phụ nữ này, khi đó đã 35 tuổi, không còn là mối đe dọa cho xã hội. Các cuộc điều trần khác nhau trong những năm vừa qua đã để lại nhiều ý kiến khác nhau. Nếu cô trở thành một mối nguy hại, theo bác sĩ Hubert Van Gijseghem - nhà tâm lý học pháp y của DỊch vụ Cải huấn Canada, thì điều đó sẽ nằm ở việc cô hợp tác với một kẻ bạo dâm như Bernardo, tuy đáng lo ngại nhưng không phải là không thể xảy ra. "Cô ta rất bị thu hút bởi thế giới của những kẻ lệch lạc tình dục. Không phải tự dưng mà cô ta lại làm những việc mà mình đã từng làm với Bernardo," ông nói với tờ National Post sau khi xem hồ sơ của cô. Báo chí đã sắp đặt một cuộc phỏng vấn Homolka, tuy nhiên nó đã bị luật sư của cô hủy bỏ. Không chỉ có sự thật về vụ án phá hủy vỏ bọc nạn nhân của Homolka, mà thái độ của cô ở ghế nhân chứng được đánh giá là "thờ ơ, ngạo mạn và cáu kỉnh".
Trong khi các tù nhân khác sẽ nộp đơn xin ân xá ngay khi có thể, Homolka đã không làm vậy. "Bởi vì cô ta được cho là có khả năng cao sẽ tái phạm, cô ta bị từ chối yêu cầu giảm ⅔ thời gian thực hiện bản án theo quy định của pháp luật," báo Maclean’s giải thích vì sao Homolka bị loại trừ khỏi việc ân xá, điều mà vốn được dùng để giúp đỡ một người phạm tội hòa nhập lại vào xã hội chính thống. Vào năm 2004, Đài Phát thanh Truyền hình Canada cho biết rằng "Ủy ban Ân xá Quốc gia yêu cầu rằng Homolka phải ở trong tù cho đến hết bản án của mình và cảnh báo rằng cô ta có khả năng sẽ gây ra thêm một tội ác nữa." Tuy Ủy ban có nhận thấy rằng cô có tiến bộ trong việc tự cải tạo bản thân, họ bày tỏ sự lo ngại với mối quan hệ giữa cô và sát nhân bị kết án Jean-Paul Gerbet. Úy ban đã khiến trách Homolka: "cô đã bí mật bắt đầu một mối quan hệ tình cảm với một tù nhân khác, và các bằng chứng thu thập được cho thấy rằng mối quan hệ này nhanh chóng biến chất thành hứng thú tình dục," hội đồng cho hay. Kết quả là, họ quyết định giữ cô lại ở trong tù.  

## Phóng thích
Một tin đồn cho biết rằng Homolka sẽ định cư tại Alberta đã gây náo động cho cư dân ở vùng đó. Báo Maclean’s đã cân nhắc những tình huống có thể xảy ra: "Phỏng đoán có khả năng xảy ra nhất là Homolka sẽ ở lại Quebec, nơi mà sự khác biệt về ngôn ngữ và văn hóa sẽ ngăn chặn phần nào sự phủ sóng của truyền thông về sự việc của cô ta, và cô ta sẽ khó bị nhận diện hơn. Một tin đồn khác cho rằng cô sẽ ra nước ngoài và làm lại cuộc đời ở một đất nước mà vụ án không được đưa tin. Hoặc có thể cô sẽ lẻn vào Hoa Kỳ bằng cách dùng một danh tính giả, sau đó sẽ sống cả cuộc đời mình dưới cái tên giả đó."
Michael Bryant, Bộ trưởng Bộ Tư pháp Ontario, đã đấu tranh để đưa Homolka vào chương trình nghị sự tại cuộc họp của các bộ trưởng tư pháp Canada. "Ông muốn Chính phủ liên bang phải mở rộng sự phân loại các tội phạm nguy hiểm để giảm thiểu những trường hợp lách luật." "Biết sử dụng song ngữ và có bằng cử nhân tâm lý học từ đại học Queen, Homolka có thể sẽ chọn một cuộc sống yên tĩnh ở Quebec, nơi tội ác của cô không được biết đến rộng rãi như ở các tỉnh nói tiếng Anh của Canada," đài CTV đưa tin vào năm 2005.
Vào ngày 2/6/2005, "Hoàng quyền Ontario sẽ yêu cầu một thẩm phán tại Quebec áp đặt các yêu cầu theo mục 810 của bộ luật Hình sự về việc thả tự do Homolka." "Gia đình của French và Mahaffy mong muốn Homolka phải bị hạn chế chặt chẽ hơn nữa, trong đó có yêu cầu về việc sử dụng vòng giám sát điện tử và đánh giá tâm lý hàng năm," CTV cho biết. Những điều kiện này không được cho phép theo như mục 810 bởi nó đã vượt quá ranh giới của việc phòng ngừa đơn thuần và trở thành biện pháp trừng phạt, nhưng "đó là tại sao mà [luật sư Tim Dawson tại Toronto, thay mặt họ] tin rằng các gia đình muốn Chính phủ phải sửa đổi điều mục trên."
Một phiên điều trần đã diễn ra trong hai ngày, được chủ trì bởi thẩm phán Jean R. Beaulieu vào tháng Sáu năm 2005. Ông tin rằng, Homolka, người sẽ được thả vào ngày 4/7/2005, vẫn sẽ là một mối đe dọa đối với phần lớn xã hội. Kết quả là, theo mục 810.2 của bộ luật Hình sự, Homolka đã phải chấp nhận một số những hạn chế sau như một điều kiện của việc được trả tự do:
1. Cô phải báo cáo với cảnh sát địa chỉ nhà, nơi làm việc và người cô sống cùng.
2. Cô phải thông báo với cảnh sát ngay khi một trong những thông tin trên thay đổi.
3. Tương tự như trên, cô phải thông báo với cảnh sát khi thay đổi họ tên của mình.
4. Nếu cô có dự định ra khỏi nhà của mình nhiều hơn 48 tiếng, cô phải báo với cảnh sát 72 tiếng trước đó.
5. Cô không được phép liên lạc với Paul Bernardo, gia đình của các nạn nhân Leslie Mahaffy, Kristen French và Jane Doe, hay bất cứ tội phạm bạo lực nào khác.
6. Cô bị cấm ở cùng với người dưới 16 tuổi.
7. Cô bị cấm sử dụng các loại thuốc khác trừ những loại thuốc được kê đơn.
8. Cô phải tiếp tục các liệu pháp điều trị và tư vấn tâm lý.
9. Cô phải cung cấp cho cảnh sát mẫu DNA của mình.[6][44]

Cô sẽ bị phạt tối đa hai năm tù nếu như vi phạm những yêu cầu trên. Trong khi điều này giúp trấn an dư luận rằng Homolka sẽ khó mà tái phạm, tòa án cảm thấy rằng cô cũng sẽ gặp bất lợi trong chuyện này, bởi sự thù ghét của công chúng và sự nổi tiếng của cô sẽ có thể khiến cô gặp nguy hiểm khi được thả tự do.
Vào ngày 10/6/2005, Thượng nghị sĩ Michel Biron tuyên bố rằng các điều kiện áp đặt lên Homolka quá "độc đoán", theo như một cuộc phỏng vấn với CTV Newsnet. Hai tuần sau, ông đã xin lỗi về phát ngôn này.
Homolka sau đó đã yêu cầu Tòa án Cấp cao Quebec ban hành một lệnh cấm đối với giới truyền thông về việc đưa tin về cô sau khi được thả tự do.
Trong khoảng thời gian ở Viện Joliette, Homolka đã phải nhận nhiều lời đe dọa đến tính mạng. Sau đó, cô được chuyển đến nhà tù Ste-Anne-des-Plaines ở phía Bắc Montreal.
Vào ngày 4/7/2005, Homolka được trả tự do từ nhà tù Ste-Anne-des-Plaines. Cô đã đồng ý thực hiện cuộc phỏng vấn đầu tiên của mình với đài truyền hình Radio-Canada, và nói hoàn toàn bằng tiếng Pháp. Homolka nói với người phỏng vấn Joyce Napier rằng cô chọn Radio-Canada vì cô thấy rằng ở đây sẽ bớt làm giật gân câu chuyện hơn giới truyền thông sử dụng tiếng Anh. Tương tự, cô cảm thấy rằng sống ở Quebec với cô thoải mái hơn Ontario. Cô cũng xác nhận rằng mình sẽ sống ở tỉnh đó, nhưng từ chối cung cấp địa điểm chính xác. Homolka chia sẻ rằng cô đã trả nợ với xã hội về phương diện pháp lý, nhưng chưa làm điều đó về mặt cảm xúc hay xã hội. Cô từ chối trả lời về những cáo buộc xung quanh mối quan hệ của mình với Jean-Paul Gerbet, một tội phạm giết người bị kết án chung thân và hiện đang bị giam tại Ste-Anne-des-Plaines. Trong suốt cuộc phỏng vấn, cố vấn pháp luật của Homolka là Sylvie Bordelais đã ngồi cạnh cô, nhưng Sylvie không nói gì cả. Mẹ của Homolka cũng được xuất hiện một cách gián tiếp, và được cô bày tỏ sự biết ơn của mình.

## Đánh giá tâm thần
Trước khi bị giam giữ, Homolka đã được đánh giá bởi các bác sĩ tâm thần, nhà tâm lý học và các viên chức thuộc tòa án. Homolka được đánh giá rằng "kết quả chẩn đoán chính xác vẫn còn là một bí ẩn. Tuy có khả năng tự trình bày bản thân một cách rõ ràng, vẫn có một khoảng trống trong quy tắc đạo đức của cô ta rất khó - nếu không muốn nói là không thể - để giải thích."
Đồng nghiệp cũ tại phòng khám thú ý, đồng thời cũng là bạn cũ của Homolka, Wendy Lutczyn tuyên bố với tờ Toronto Sun rằng, "tôi bây giờ tin rằng hành động của Homolka là của một kẻ thái nhân cách, chứ không phải là của một người phụ nữ bị bạo hành và ép buộc". Lutczyn nói rằng Homolka đã hứa rằng cô sẽ "giải trình bản thân"; thế nhưng kể cả khi hai người phụ nữ "trao đổi thư từ cho nhau trong khi Homolka đang đợi để...làm chứng trong phiên tòa của Bernardo" và sau khi cô đã hoàn thành việc đó, cô chưa bao giờ giải thích cho Lutczyn rằng "tại sao mình đã làm điều đó".
Vào ngày 11/8/2008, thông tấn xã Canadian Press đưa tin rằng các lá thư Homolka viết cho Lutczyn đã được rao bán trên eBay, và chúng đã có giá lên tới $1,600 chỉ sau một tuần. Lutczyn sau đó nói rằng cô không muốn chúng nữa.
Sự phức tạp và khó khăn trong việc hoàn thiện nghiên cứu hành vi của những phụ nữ bị nghi ngờ là có xu hướng thái nhân cách đã được ghi chú trong các tài liệu văn bản pháp y. Các tính cách giả khác nhau mà những người này sử dụng thường sẽ phụ thuộc vào việc điều khiển người xung quanh để hưởng lợi cho bản thân hơn là liên quan đến bản chất thật của người đó.
Bác sĩ Graham Glancy, một bác sĩ tâm thần pháp y được thuê bởi luật sư bào chữa chính John Rosen, đẫ đưa ra một giả thuyết khác để giải thích về hành vi của Homolka - được Williams ghi chú trong cuốn sách đầu tiên của mình về vụ việc, Bóng tối vô hình (Invisible Darkness). "Cô ta dường như là một vi dụ kinh điển của chứng hybristophilia, một người bị kích thích tình dục bởi hành vi tình dục bạo lực của đối phương - bác sĩ Glancy gợi ý."
Williams sau đó thay đổi quan điểm của mình về Homolka và bắt đầu trao đổi thư từ với cô. Việc này đã xây dựng nền tảng cho cuốn sách thứ hai của ông, Karla - Giao kèo với quỷ dữ (Karla - a Pact with the Devil). Trong các bức thư của mình, Homolka bày tỏ sự bất mãn với các chuyên gia liên tục nghiên cứu cô và nói rằng cô không quan tâm "những điều kiện tôi sẽ phải nhận khi được thả tự do. Tôi sẽ trồng cây chuối ba tiếng một ngày nếu như được yêu cầu làm điều đó."

## Tự do và tái định cư tại Guadeloupe, sau đó trở về Canada
Tháng Sáu năm 2005, truyền thông nội địa đưa tin rằng Homolka đã chuyển về sống ở Đảo Montréal. Ngày 21/8/2005, báo Le Courrier du Sud cho biết người dân đã nhìn thấy cô ở cộng đồng Bờ Nam ở thành phố Longueuil, ngang qua sông St. Lawrence ở Montréal.
Ngày 30/11/2005, thẩm phán của Tòa án Cấp trên Quebec là James Brunton bãi bỏ hết các điều kiện áp đặt lên Homolka, cho rằng họ chưa có đủ bằng chứng để chứng minh chúng. Ngày 6/12/2005, tòa Phúc thẩm Quebec ủng hộ quyết định của Brunton. Bộ Tư pháp Quebec quyết định không đưa vụ việc lên Tòa án Tối cao, bất chấp sự thúc giục của Ontario.
Đài TVA đưa tin vào ngày 8/6/2006 rằng yêu cầu được đổi tên của Homolka đã bị từ chối. Cô đã có mong muốn được đổi tên của mình hợp pháp thành Emily Chiara Tremblay (Tremblay là một trong những họ phổ biến nhất ở Quebec).
Báo Sun Media đưa tin vào năm 2007 rằng Homolka đã hạ sinh một bé trai. Hội Viện trợ Trẻ em Quebec nói rằng, bất chấp quá khứ của Homolka, người mẹ mới này sẽ không lập tức bị soi xét. Rất nhiều y tá đã từ chối việc chăm sóc cho cô trước khi sinh ra đứa trẻ. Ngày 14/12/2007, CityNews công bố rằng Homolka đã rời khỏi Canada để đến định cư tại Antilles với mong muốn con trai 1 tuổi của mình được sống "một cuộc sống bình thường hơn". Cô sau đó có thêm 2 đứa con nữa.
Vào thứ Sáu ngày 17/10/2014, vị thẩm phán xét xử vụ án giết người cấp độ một của Luka Magnotta biết tin Homolka đang sống ở Quebec.
Một cuộc khảo sát bao gồm 9,521 người tham gia đã cho ra kết quả bao gồm: 63.27% cho rằng công chúng có quyền được biết nơi sinh sống của cô, 18.57% đưa ra ý kiến rằng cô nên được ẩn danh, và 18.16% còn lại tin rằng cô nên được nhận quyền ẩn danh trong khoảng 50 năm.
Truyền thông đưa tin rằng, cho đến ngày 20/4/2016, Homolka đã sống với các con của mình ở Châteauguay, Quebec. Cô được cho là đã trở nên nổi nóng khi các phóng viên cố gắng bắt chuyện với cô. Các phụ huynh có con học chung trường với con của Homolka đã bày tỏ sự lo lắng đáng kể, mặc cho sự trấn an của hội đồng nhà trường. Cho đến tháng Một năm 2020, cô sống ở Salaberry-de-Valleyfield một mình và không có chồng con bên cạnh.

## Khả năng được ân xá
Vào ngày 19/4/2010, tờ The Vancouver Sun công bố rằng Homolka sẽ đủ điều kiện để xin ân xá vào mùa hè cùng năm. Tội phạm bị kết án giết người cấp độ một hoặc cấp độ hai và phải chịu án chung thân không được phép xin ân xá, bởi án tù của họ có độ dài tương đương với cả đời. Nhưng Homolka chỉ bị kết tội ngộ sát nên cô không phải chịu án chung thân, do đó cô vẫn đạt chuẩn. Nếu như cô thành công trong việc xin ân xá, hồ sơ tội phạm của cô tuy sẽ không được xóa bỏ nhưng sẽ không bị công khai khi kiểm tra lý lịch, trừ khi làm những công việc liên quan tới trẻ em và những nhóm người dễ bị tổn thương khác.
Vào ngày 16/6/2010, Bộ trưởng Bộ An toàn Công cộng, Vic Toews, thông báo rằng các đảng liên bang đã đạt được một sự đồng thuận để thông qua một bản dự luật giúp chống lại việc các tội phạm khét tiếng như Karla Homolka có thể thành công xin ân xá.

## Trong văn hóa đại chúng
Vào năm 1997, Lynn Crosbie, một nhà thơ, tiểu thuyết gia và nhà phê bình văn hóa người Canada, đã xuất bản cuốn Paul’s Case, xếp vào thể loại "tiểu thuyết lý thuyết hư cấu". Sau khi phân tích một cách có hệ thống về tội ác của cặp đôi, nó đã cung cấp cho người đọc một nghiên cứu về hiệu ứng văn hóa của những sự thật bất ngờ và các tranh cãi xoay quanh các tình tiết của phiên tòa.
Một tập phim của series Law & Order vào năm 2000 (mùa 10 tập 15, "Fools For Love") được truyền cảm hứng bởi vụ án này.
Series phim tài liệu Dark Heart, Iron Hand của kênh truyền hình MSNBC đã dành ra một tập để nói về vụ án này; sau đó nó được phát sóng lại trên series phim tài liệu MSNBC Investigates và được đổi tên của tập thành "To Love and To Kill".
Năm 2006, Quantum Entertainment cho ra mắt bộ phim Karla (tên ban đầu được sử dụng trong quá trình sản xuất là Deadly), với Laura Prepon thủ vai Homolka và Misha Collins thủ vai Bernardo. Tim Dawson, luật sư của gia đình Mahaffy và French, đã được chiếu riêng tư bộ phim này, và cho ý kiến rằng hai gia đình không phản đối gì về sự ra mắt của bộ phim. Mặc dù vậy, người đứng đầu Ontario là Dalton McGuinty vẫn kêu gọi tẩy chay nó. Bộ phim được phép chiếu trong giới hạn Canada bởi Christal Films.
Lynda Véronneau cùng với nhà văn Christiane đã viết cuốn Lynda Véronneau: Dans L'Ombre de Karla, nói về mối quan hệ của mình với Homolka khi còn ở trong tù. Cuốn sách được xuất bản vào năm 2005 bởi nhà xuất bản Les Éditions Voix Parallèles.
Một tập trong chương trình Murder Made Me Famous của kênh truyền hình Reel Television Network, phát sóng vào ngày 8/12/2018, đã kể lại vụ án này.